# 20 Leonis
20 Leonis, eller DG Leonis, är en roterande variabel av Alfa2 Canum Venaticorum-typ (ACV) i stjärnbilden Lejonet.
20 Leonis varierar mellan visuell magnitud +6,08 och 6,12 med en period av 2,0735 dygn. Den befinner sig på ett avstånd av ungefär 625 ljusår.